# Бейкер, Брайан (боец)
Бра́йан Бе́йкер (англ. Bryan Baker; 13 октября 1985) — американский боец смешанного стиля, выступает на профессиональном уровне начиная с 2007 года, в средней и полусредней весовых категориях. Известен по участию в турнирах таких престижных американских организаций как WEC и Bellator, участвовал в четырёх сезонах гран-при Bellator, в том числе в двух был финалистом.

## Биография
Брайан Бейкер родился 13 октября 1985 года, проживает в городе Уэст-Ковина, штат Калифорния. В 2005 и 2006 годах выступал в смешанных единоборствах на любительском уровне, в 2007 году дебютировал среди профессионалов — в первых четырёх профессиональных боях одержал уверенные победы, в результате чего получил приглашение принять участие в турнирах известного американского промоушена World Extreme Cagefighting.
Всего провёл в WEC три боя: в первом техническим нокаутом победил Джесси Форбса, во втором раздельным решением судей взял верх над Эриком Шамбари, в третьем единогласным судейским решением потерпел поражение от Чейла Соннена.
Одержав ещё несколько побед в менее значимых промоушенах, в том числе победив Рори Сингера на турнире Maximum Fighting Championship, в 2009 году подписал контракт с престижной американской организацией Bellator, где в дебютном бою одолел Мэтт Хорвича. Участвовал во втором сезоне гран-при среднего веса, успешно преодолел четвертьфинальную и полуфинальную стадии, однако в решающем финальном поединке техническим нокаутом уступил россиянину Александру Шлеменко, будущему чемпиону организации.
Позже, выиграв в обычных рейтинговых боях у Джереми Хорна и Джо Риггса, в 2011 году стал участником пятого сезона гран-при средневесов — в четвертьфинале прошёл соотечественника Джареда Хесса, тогда как в полуфинале техническим нокаутом потерпел поражение от бразильца Витора Вианны. В следующем году предпринял ещё одну попытку выиграть гран-при, но на сей раз решил спуститься в полусреднюю весовую категорию. В четвертьфинале и полуфинале вновь победил обоих своих соперников, однако в финале болевым на ахиллово сухожилие проиграл французу Карлу Амуссу.
Впоследствии в 2013 году провёл ещё один бой в Bellator в рамках восьмого сезона гран-при полусреднего веса, в четвертьфинале в первом же раунде был нокаутирован бразильцем Дугласом Лимой. В августе 2014 года стало известно, что Бейкер прекратил отношения с организацией.

## Статистика в ММА
| Результат | Рекорд | Соперник                  | Способ                            | Турнир                                        | Дата             | Раунд | Время | Место                | Примечание |
| --------- | ------ | ------------------------- | --------------------------------- | --------------------------------------------- | ---------------- | ----- | ----- | -------------------- | ---------- |
| Поражение | 18-5   | Дуглас Лима               | Нокаут ударом рукой               | Bellator 90 (полуфинал)                       | 21 февраля 2013  | 1     | 2:34  | Вест-Вэлли-Сити, США |            |
| Поражение | 18-4   | Карл Амуссу               | Обратное скручивание пятки        | Bellator 72 (финал)                           | 20 июля 2012     | 1     | 0:56  | Тампа, США           |            |
| Победа    | 18-3   | Бен Сондерс               | Единогласное решение судей        | Bellator 67 (полуфинал)                       | 4 мая 2012       | 3     | 5:00  | Рама, Канада         |            |
| Победа    | 17-3   | Карлус Александре Перейра | Раздельное решение судей          | Bellator 63 (четвертьфинал)                   | 30 марта 2012    | 3     | 5:00  | Монтвилл, США        |            |
| Поражение | 16-3   | Витор Вианна              | Технический нокаут ударами руками | Bellator 54 (полуфинал)                       | 15 октября 2011  | 1     | 0:54  | Атлантик-Сити, США   |            |
| Победа    | 16-2   | Джаред Хесс               | Технический нокаут ударами руками | Bellator 50 (четвертьфинал)                   | 17 сентября 2011 | 3     | 2:52  | Холливуд, США        |            |
| Победа    | 15-2   | Джо Риггс                 | Нокаут ударом рукой               | Bellator 43                                   | 7 мая 2011       | 3     | 3:53  | Ньюкирк, США         |            |
| Победа    | 14-2   | Джереми Хорн              | Единогласное решение судей        | Bellator 30                                   | 23 сентября 2010 | 3     | 5:00  | Луисвилл, США        |            |
| Поражение | 13-2   | Александр Шлеменко        | Технический нокаут ударами руками | Bellator 23 (финал)                           | 24 июня 2010     | 1     | 2:45  | Луисвилл, США        |            |
| Победа    | 13-1   | Эрик Шамбари              | Удушение «треугольником»          | Bellator 20 (полуфинал)                       | 27 мая 2010      | 1     | 2:29  | Сан-Антонио, США     |            |
| Победа    | 12-1   | Шон Лойффлер              | Технический нокаут ударами руками | Bellator 16 (четвертьфинал)                   | 29 апреля 2010   | 1     | 2:43  | Канзас-Сити, США     |            |
| Победа    | 11-1   | Арт Сантори               | Единогласное решение судей        | MFC 23                                        | 4 декабря 2009   | 3     | 5:00  | Эдмонтон, Канада     |            |
| Победа    | 10-1   | Мэтт Хорвич               | Единогласное решение судей        | Bellator 10                                   | 5 июня 2009      | 3     | 5:00  | Онтэрио, США         |            |
| Победа    | 9-1    | Рори Сингер               | Технический нокаут ударами руками | MFC 20                                        | 20 февраля 2009  | 1     | 4:56  | Альберта, Канада     |            |
| Победа    | 8-1    | Спенсер Кенап             | Нокаут ударами руками             | Carolina Fight Promotions: The Carolina Crown | 11 октября 2008  | 1     | 0:59  | Роли, США            |            |
| Победа    | 7-1    | Гери Падилла              | Единогласное решение судей        | JG and TKT Promotions: Fighting 4 Kidz        | 30 августа 2008  | 3     | 5:00  | Санта-Моника, США    |            |
| Поражение | 6-1    | Чейл Соннен               | Единогласное решение судей        | WEC 33                                        | 26 марта 2008    | 3     | 5:00  | Лас-Вегас, США       |            |
| Победа    | 6-0    | Эрик Шамбари              | Раздельное решение судей          | WEC 31                                        | 12 декабря 2007  | 3     | 5:00  | Лас-Вегас, США       |            |
| Победа    | 5-0    | Джесси Форбс              | Технический нокаут ударами руками | WEC 30                                        | 5 сентября 2007  | 1     | 4:15  | Лас-Вегас, США       |            |
| Победа    | 4-0    | Регги Орр                 | Технический нокаут ударами руками | KOTC: Collision Course                        | 5 августа 2007   | 1     | 2:53  | Сан-Джасинто, США    |            |
| Победа    | 3-0    | Джефф Хоукс               | Технический нокаут ударами руками | Total Fighting Alliance 6                     | 28 апреля 2007   | 1     | 2:10  | Санта-Моника, США    |            |
| Победа    | 2-0    | Джесси Хуарес             | Удушение сзади                    | Chaos in the Cage 2                           | 6 апреля 2007    | 3     | 1:38  | Сан-Бернардино, США  |            |
| Победа    | 1-0    | Скотт Роуз                | Сдача от ударов руками            | Cage of Fire 5                                | 27 января 2007   | 1     | 1:14  | Тихуана, Мексика     |            |